# 海と女と泥棒と
『海と女と泥棒と』（うみとおんなとどろぼうと、イタリア語: Baleari Operazione、スペイン語: Zarabanda Bing Bing）は1966年のイタリア、スペイン、フランスのスパイコメディ映画。出演はダニエラ・ビアンキやミレーユ・ダルクなど。
日本では劇場未公開だが、1971年11月2日に東京12チャンネルにて『酒と女と泥棒と』の題で放送されるなど何度かテレビ放送された。

## キャスト
- ピエール：ジャック・セルナス
- メルセデス：ダニエラ・ビアンキ
- ポリー：ミレーユ・ダルク（吹替：池田和歌子）
- 博物館長：ハロルド坂田
- ソフィア：マリル・トロ

## スタッフ
- 監督：ホセ・マリア・フォルケ
- 原案：ジャック・セルナス
- 脚本：ホセ・マリア・フォルケ、ドゥッチオ・テッサリ
- 撮影：セシリオ・パニャーガ
- 音楽：ベネデット・ギリア